# Anthony Famiglietti
Anthony Famiglietti, född den 8 november 1978, är en amerikansk friidrottare som tävlar i hinderlöpning.
Famiglietti stora genombrott kom när han vann guld vid universiaden 2001 på 3 000 meter hinder. Han deltog vid Olympiska sommarspelen 2004 men blev där utslagen i försöken. 
Vid VM 2005 blev han även där utslagen i försöken. Däremot tog han sig till final vid Olympiska sommarspelen 2008 där han slutade på trettonde plats på tiden 8.31,21.

## Personliga rekord
- 3 000 meter hinder - 8.17,34